# Viện Hàn lâm Khoa học Áo
Viện hàn lâm Khoa học Áo (tiếng Đức: "Österreichische Akademie der Wissenschaften") là một viện hàn lâm quốc gia của Cộng hòa Áo. Theo quy chế, Viện có nhiệm vụ thăng tiến các ngành khoa học tự nhiên và khoa học nhân văn về mọi phương diện và trong mọi lĩnh vực, đặc biệt là trong nghiên cứu cơ bản. Trong năm 2009, Viện hàn lâm Khoa học Áo đã được Webometrics Ranking of World Universities (trang Web xếp hạng các trường đại học thế giới) xếp hạng 82 trong số 300 tổ chức nghiên cứu hàng đầu trên thế giới Lưu trữ ngày 25 tháng 12 năm 2008 tại Wayback Machine.

## Lịch sử
Năm 1713, Gottfried Leibniz đề nghị thành lập một viện hàn lâm theo kiểu Hội hoàng gia Luân Đôn và Viện Hàn lâm Khoa học Pháp. "Kaiserliche Akademie der Wissenschaften in Wien" (Viện hàn lâm Khoa học hoàng đế ở Vienne) cuối cùng đã được thành lập ngày 14.5.1847 do Giấy phép của hoàng đế Áo.
Viện đã sớm bắt đầu nghiên cứu sâu rộng. Trong ngành khoa học nhân văn, viện bắt đầu nghiên cứu và xuất bản các nguồn lịch sử quan trọng của Áo. Nghiên cứu trong khoa học tự nhiên cũng bao quát nhiều chủ đề.
Năm 1921 luật liên bang của Đệ nhất Cộng hòa Áo mới thành lập bảo đảm nền tảng pháp lý của Viện, và từ giữa thập niên 1960 trở đi Viện này trở thành cơ quan lãnh đạo của nhà nước trong lãnh vực nghiên cứu ngoài đại học.
Viện cũng là một hội học giả. Những viện sĩ cũ của Viện gồm những người nổi tiếng như Christian Doppler, Theodor Billroth, Anton Eiselsberg, Eduard Suess, Ludwig Boltzmann, Paul Kretschmer, Hans Horst Meyer, Roland Scholl, cùng những người từng đoạt giải Nobel như Julius Wagner-Jauregg, Victor Hess, Erwin Schrödinger và Konrad Lorenz.

## Tổ chức
Viện hàn lâm Khoa học Áo gồm 90 viện sĩ chính thức, 250 viện sĩ thông tấn cùng một số viện sĩ danh dự. Viện có nhiều trung tâm nghiên cứu, chia ra các ngành chính như sau:

### Khoa học tự nhiên
- Sinh học và Y học
- Khoa học Trái đất
- Toán học và Đo lường
- Vật lý học và Khoa học Vật liệu
- Khoa học Môi trường
- Khoa học Không gian

### Khoa học nhân văn
- Khảo cổ & Nghiên cứu cổ điển
- Nghiên cứu châu Á & Nhân loại học
- Nghiên cứu Văn hóa
- Nghiên cứu thời Trung cổ
- Lịch sử đương thời và hiện đại
- Khoa học xã hội
- Ngôn ngữ học

Năm 2007, Viện sử dụng hơn 1.100 nhân viên ở các trung tâm nghiên cứu, với ngân sách 74 triệu euro do chính phủ liên bang tài trợ. 
Viện được điều hành bởi một Ban chủ tịch, gồm một chủ tịch, một phó chủ tịch, một trưởng ngành triết học-lịch sử và một trưởng ngành Toán học-Khoa học tự nhiên. Chủ tịch Viện hàn lâm Khoa học Áo hiện nay (từ 1.7.2009) là Helmut Denk.

### Ban chủ tịch hiện nay
Ban chủ tịch Viện hiện nay gồm:
- Helmut Denk - Chủ tịch
- Arnold Suppan – Phó chủ tịch
- Sigrid Jalkotzy-Deger - Trưởng ngành triết học-lịch sử
- Georg Stingl - Trưởng ngành Toán học-Khoa học tự nhiên

## Danh sách các chủ tịch Viện hàn lâm Khoa học Áo từ trước tới nay
- 1847–1849 Joseph von Hammer-Purgstall
- 1849–1851 Không có
- 1851–1865 Andreas von Baumgartner
- 1866–1869 Theodor von Karajan
- 1869–1878 Carl von Rokitansky
- 1879–1897 Alfred von Arneth
- 1898–1911 Eduard Suess
- 1911–1914 Eugen Böhm von Bawerk
- 1915–1919 Viktor von Lang
- 1919–1938 Oswald Redlich
- 1938–1945 Heinrich von Srbik
- 1945–1946 Ernst Späth
- 1946–1951 Heinrich von Ficker
- 1951–1963 Richard Meister
- 1963–1969 Erich Schmid
- 1969–1970 Albin Lesky
- 1970–1973 Erich Schmid
- 1973–1982 Herbert Hunger
- 1982–1985 Erwin Plöckinger
- 1985–1987 Hans Tuppy
- 1987–1991 Otto Hittmair
- 1991–2003 Werner Welzig
- 2003–2006 Herbert Mang
- 2006–2009 Peter Schuster
- 2009–tới nay Helmut Denk

## Các giải thưởng và Học bổng của Viện

### Giải thưởng Khoa học tự nhiên
- Giải Ignaz L. Lieben
- Giải Othenio Abel
- Giải Edmund & Rosa Hlawka về Toán học
- Giải Walter E. Petrascheck
- Giải Karl Schlögl
- Giải Alois Sonnleitner
- Giải Erwin Schrödinger
- Giải Bader về Lịch sử Khoa học
- Huy chương "Bene Merito"
- Giải Welzig Werner
- Giải Best Paper (Bài khảo cứu xuất sắc nhất, do (Quỹ mừng chu niên của thành phố Vienne dành cho Viện)
- Học bổng Erich Thenius

### Giải thưởng Khoa học Nhân văn
- Giải Bader cho Lịch sử Nghệ thuật
- Dissertation Award for Migration Research (Giải Luận văn về Nghiên cứu Di trú ?)
- Jubilee Prize of the publisher Böhlau Vienna (Giải mừng chu niên của nhà xuất bản Böhlau)
- Giải Richard G. Plaschka
- Giải Wilhelm Hartel Prize
- Giải cho Xuất bản phẩm xuất sắc nhất (Quỹ mừng chu niên của thành phố Vienne dành cho Viện)
- Học bổng Moritz Csaky

## Phòng trưng bày Nghiên cứu
Trong nhiệm kỳ chủ tịch Viện của mình (1991-2003), giáo sư Werner Welzig đã có sáng kiến lập ra Galerie der Forschung (Phòng trưng bày Nghiên cứu). Năm 2005 Gallery đã tổ chức sự kiện thí điểm "Mapping controversies: trường hợp thực phẩm biến đổi gien di truyền", được tiến hành ở Alte Aula tại Vienne.